# 维尔纳·平茨纳
维尔纳·平茨纳（德語：Werner Pinzner，1947年4月27日—1986年7月29日）是德国一位杀手，外号“肌肉”，后被称为“圣保利杀手”。他曾多次替他人杀人並且收受僱主錢財，1986年，他在汉堡警察总局接受审讯时将负责调查的检察官射杀，之后射杀妻子，最后举枪自尽。

## 早期生活
维尔纳·平茨纳的父親是一位无线电机械师，兼任杂货连锁店经理。维尔纳·平茨纳退学后，未拿到学位的他于1964年加入国际基督教海事协会出海两年。1966年，他曾当过几周司机，之后又短暂恢复了出海生活。他曾想加入德國聯邦國防軍，但因有犯罪记录而被拒绝。不久后，他结识了未来的第一任妻子。1970年，他初次入狱服刑，刑期不长，次年，其女儿出生。平茨纳在女儿出生后曾当过脚手架搭建工、砖瓦工、屠夫。1975年8月，他参与了一起超市抢劫案。  
平茨纳于1975年9月被捕，被判处10年监禁。他在得到判决前结识了后来的第二任妻子。他在监狱服刑9年；之后被转移至汉堡的不设防监狱。他在服刑期间结识了一些汉堡红灯区的重要人物。平茨纳也接触了毒品。平茨纳购置了一把.38特殊口径的阿米尼乌斯左轮手枪，将其存放在监狱衣物柜里，当时所有被关押在漢堡不设防监狱的囚犯都拥有一个衣物柜，且无人进行搜查。
1984年6月，平茨纳在日间监外活动时与两名来自红灯区的同伙犯了一起抢劫案，又在后一个月首次受僱殺人，而他这时还尚未出狱。1984年7月，平茨纳从不设防监狱获释。

## 受雇杀人

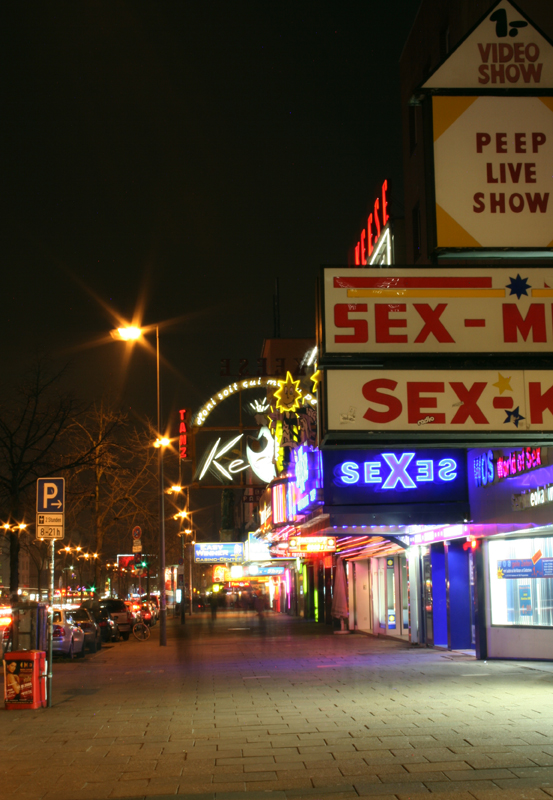
汉堡的红灯区

平茨纳出獄後在红灯区受僱杀手。他曾在西德各地犯案，但这些案件在本质上都与汉堡圣保利区的红灯区的冲突相关。平茨纳的主要客户是个外号叫“维纳·彼得”的皮条客。 

### 平茨纳作案年代的汉堡街区
汉堡红灯区的皮条客们经营着汉堡乃至全国的妓院。但在1980年代，由于艾滋病盛行，卖淫业遭受了严重影响。与此同时，除德国皮条客外，汉堡红灯区也开始出现外国人皮条客。对此，本地皮条客最初采取了更加凶残的剥削妓女手段。但毒品走私也逐渐发展了起来，武器走私、私藏赃物等其他不法行为也如此，创收途径因此增多。除了向其他领域扩张之外，卖淫和毒品走私引起的争端越来越多。平茨纳犯下的那些受雇杀人案件就源自这些暴力冲突。
在圣保利区，特别是赫伯特街和绳索街沿线，有两个拉皮条势力在争抢霸主地位：一是“有限责任公司”（GMBH），其活动历时较长；二是正在逐渐壮大的花生酱帮（Nutella gang）。最终以维纳·彼得为头领的一伙人将有限责任公司挤出了犯罪市场，维纳·彼得后来成为了平茨纳的主要客户。 

### 單獨作案

#### 耶胡达·阿尔济
耶胡达·阿尔济又名汉斯·耶诺·米勒（Hans Jenö Müller），曾是个妓院老板，因其母也曾经营妓院，他曾敲诈勒索前妻和女儿。他还在基尔的一所公寓里参与了一次没支付钱款的可卡因交易，之后不得不背着妻子与生意合伙人潜逃。
以维纳·彼得为中间人，阿尔济的前妻与女儿起初请平茨纳砍掉阿尔济的一根手指以示警告；但她们后来直接要求平茨纳将阿尔济杀掉。平茨纳开价4万德國馬克。接着平茨纳与一同伙霍考夫（Hockauf）前往基尔，並于1984年7月7日在阿尔济的公寓内将他击毙。尽管前妻和女儿在案发后不久就被列入疑犯名单，但由于缺乏证据，针对二人的诉讼并未继续下去。
作案后，平茨纳返回漢堡不设防监狱，将凶器放回了衣物柜。

#### 彼得·普法伊尔迈尔
外号“拜仁彼得”（Bayern Peter）的彼得·普法伊尔迈尔（Peter Pfeilmaier）是“铁锤戴希”（Hammer Deich）和“MB俱乐部”（MB Club）两所妓院的合伙人。MB俱乐部经营非法赌博、毒品走私，俱乐部成员亦吸食可卡因。由于普法伊尔迈尔吸食可卡因的量越来越大，还曾在妓院里做出有损生意的行为，其他合伙人将其视作风险因素，於是邀請维纳·彼得入伙來取代普法伊尔迈尔。
于是平茨纳便接到了谋杀普法伊尔迈尔的生意。事成后的酬劳为30000马克（两个新合伙人一人出15000）以及妓院盈利分成。在一同伙的帮助下，平茨纳向普法伊尔迈尔承诺，要在安静的地段做一笔大额毒品交易。1984年9月12日，平茨纳与同伙以及普法伊尔迈尔三人驱车抵达汉堡的一个车库，普法伊尔迈尔最终死于头部中弹。
但事成后，平茨纳并未按事前的承諾得到妓院盈利分成；他接下来还得在“铁锤戴希”当讨债者。他的同伙也从酬金中抽取了自己的分红。

#### 迪特马尔·特劳布
迪特马尔·“漆皮鞋”·特劳布（Dietmar ‘Lackschuh’ Traub）原本和维纳·彼得共同经营妓院“爱宫”（Palais d'Amour）。由于吸食可卡因量过大，特劳布已经变成了合伙人的累赘。而且特劳布还想要退出妓院经营，並且索要10万马克赔偿金，之后独立做毒品生意。
1984年11月，特劳布去往慕尼黑查看一妓女情况。平茨纳带着一刚从监狱获释的同伙尾随在后。途中，二人在海尔布隆停留，接着他们直奔慕尼黑。跟杀害普法伊尔迈尔时一样，他们先是骗受害人和他们进行毒品交易。特劳布同意了。之后三人开着一辆租来的车来到霍恩布伦森林。平茨纳与同伙佯装汽车故障，在特劳布下车后将其击毙。

#### 瓦尔德马·达默和拉尔夫·库内
维纳·彼得的商业竞争对手是外号“黑人瓦尔迪”（Neger Waldi）的瓦尔德马·达默（Waldemar Dammer），他经营着两所妓院。1985年复活节过后不久，达默找了两个暴徒，在维纳·彼得的“爱宫”妓院打了他一顿，令维纳·彼得公然受辱。后者之后雇佣平茨纳和另一杀手，去杀掉达默以及那两个暴徒，报酬为固定价6万马克。
平茨纳假定达默会在他的位于中产阶级住宅区施内尔森与暴徒们会面。于是他和同伙于复活节星期一造访达默的居所，屋主让他们进来了。达默和他的经纪人拉尔夫·库内（Ralf Kühne）被击毙，但两个暴徒不在场。
尽管平茨纳后来承认上述两起谋杀是自己所为，但当时是可以用行凶武器来证明是他的同伙而非他自己亲手射杀了两名受害者的。

## 调查、逮捕和自杀
1970年代末，在阿尔方斯·帕维尔奇克的领导下，高阶警员们与皮条客合作，组建了名为“65部”（Fachdirektion 65）的有组织犯罪调查组，他们对平茨纳的指控最终未得到证实。65部是德国历史上首个为打击有组织犯罪而设立的机构。该单位采取的手段包括联系线人、电话窃听等。警方亦会对他们进行内部保护。他们曾成功以逃税罪起诉当时的妓院老板“圣保利教父”。另外，65部也在与有限责任公司、花生酱帮的交手中取得过成功。
平茨纳所用的左轮手枪口径为点三八，十分常见，但他所用的子弹有一明显特征：他的左轮手枪有“10条膛线，右向扭转”，十分罕见。从这点以及谋杀案涉案人员都与圣保利的性行业操控背景相关可以推断出，这是独立的一系列谋杀案。起初，警方没能分辨出耶胡达·阿尔济谋杀案与圣保利区之间的联系，达默和库内遇害案也只是在作案手法上与其他案件有相似点，凶器则是另一把枪。
65部在发现了各桩命案间的相似之处后组建了特别委员会（SoKo），对秘密调查结果进行了系统化總結，对可能的目击者进行了问讯。最终，在两名妓女给出正式供词后，一机动特遣队（Mobiles Einsatzkommando）于1986年4月15日将平茨纳、维纳·彼得以及一共犯逮捕。警方表示，凶手的沙发上放着凶器，一把上了子弹的点三八阿米尼乌斯左轮手枪，10条膛线，右向扭转。

### 逮捕
平茨纳只因涉嫌谋杀“拜仁彼得”普法伊尔迈尔而被捕，之后他立刻要求与负责调查的检察官沃尔夫冈·比斯特里交谈。平茨纳在首次受审时交代自己犯下了8宗谋杀案。他后来告诉检察官，自己一共杀害过11人，已准备好作证，前提是允许他与妻子尤塔相处两天（48小时），不得打扰。检察官没给出明确答复，说他们会看看能否满足他的要求。平茨纳的日记表明，他当时认为检察官已经向他做出了保证。于是，平茨纳在数次审问中给出了关于5起谋杀的具体信息，还就圣保利红灯区的犯罪组织结构给出了口供。
他受雇杀人动机是想要加入卖淫生意。不過当时曾有人想把平茨纳灭口。据称平茨纳在被关押期间与检察官交流时，外界有人开出了30万马克的赏金要他的命。

### 媒体
德国社会民主党籍的罗尔夫·朗格在新闻发布会上将逮捕平茨纳与其同伙称作65部打击有组织犯罪的巨大成功。

## 1986年7月29日的谋杀与自杀
1986年7月29日，平茨纳被带到位于汉堡市柏林门的高层建筑里的警察总局接受问讯。在场者有：平茨纳、其妻子尤塔、其律师伊索尔德·厄克斯勒-米斯费尔德、两名警官、一位负责记录口供的打字员以及检察官沃尔夫冈·比斯特里。在律师的协助下，平茨纳之妻将一把武器偷带入警察总局。平茨纳在夺取手枪后射杀了检察官。当时两名警官找到机会离开了屋子。平茨纳堵住屋门，在与女儿通话后射杀了妻子，最后自杀。

## 尾声
包括1986年7月29日的事件在内，平茨纳共杀害了13人，包括妻子尤塔与检察官沃尔夫冈·比斯特里。平茨纳所在的社区办了一次汽车车队游行作为纪念。他最终被葬于吕贝克的Burgtor公墓。
凶器陈列在汉堡警察博物馆。

### 警察
平茨纳自殺后，警方怀疑此事背后有人支持，因此进行了大范围调查；他們搜查了平茨纳律师的办公室。1986年12月，约350名警员和几名检察官在汉堡、阿伦斯堡、不伦瑞克以及马略卡岛同时展开突击搜查，逮捕多人。警方怀疑妓院老板赖因哈德·克莱姆（外号‘Ringo’）是比斯特里检察官被谋杀一案的幕后帮凶，克莱姆后经屋顶逃跑，在离开德国后入境哥斯达黎加，德方做了相当大的外交工作才让哥斯达黎加同意引渡克莱姆。

### 媒体
德国当局在平茨纳死后开始了媒体审查，而西德政府上一次进行新闻审查还是在1977年汉斯·马丁·施莱尔绑架案發生之時。但這一舉動再度引發了媒体的猜测。
平茨纳的杀手生涯、被捕后的自杀吸引了大量公众的关注。

### 政界
由于汉堡各监狱安全预防措施不足，调查方对平茨纳通融过度，平茨纳案变成了司法丑闻。平茨纳在被关押期间还得到了毒品，这表明警方措施明显存在安全缺陷。1986年8月6日，两参议员因平茨纳案而引咎辞职。
为避免类似事件发生，警方在警察总局入口处设置了安全门，这些装置至今仍在使用。

### 逮捕
平茨纳的律师和他的三位客户遭到指控。对他们的审判也吸引了大量媒体关注。在对律师的审判上，法庭请来了专家赫伯特·迈施 (Herbert Maisch)，后者作证说涉案律师在童年与青少年时期经历了严重的发展障碍，导致她深陷案件无法自拔。她最终因协助谋杀而被判处六年半监禁，执照被暂停5年。1989年，平茨纳的两名共犯阿明·霍克奥夫、西格弗里德·特拉格以及“维也纳人彼得”全部被判处终身监禁。2000年2月，维纳·彼得在服刑14年后被驱逐出境，最終來到了奥地利。